# マガジャネス・イ・デ・ラ・アンタルティカ・チレーナ州

マガジャーネス・イ・デ・ラ・アンタルティカ・チレーナ州
XII Región de Magallanes y de la Antártica Chilena

マガジャーネス・イ・デ・ラ・アンタルティカ・チレーナ州（Región de Magallanes y de la Antártica Chilena）＝XII州（第十二州）は、チリ最南部の州。州都は、プンタ・アレーナス（Punta Arenas、スペイン語で「砂の岬」を意味する）。
州名はマゼラン（Magallanes、マガジャーネス）海峡地域とチリ領南極の意味。

## 地理
面積は国内で最大。人口は166,533人（2017年）。南半球の陸地で最も南極に近いため、かなり寒冷で氷河があるが、近年の地球温暖化により、年々縮小している。州南部には、海の難所マガジャネス海峡（マゼラン海峡）や隣国アルゼンチン共和国と分割統治しているフエゴ島、この最南端にはオルノス岬がある。
このほかに南極大陸とその周辺の島々を含む「チリ領南極」も州内には含まれる。ただし南極条約によりチリの南極領有権主張は当面のところ凍結されている。

## 隣接州
- アイセン・デル・ヘネラル・カルロス・イバニェス・デル・カンポ州
- サンタクルス州
- ティエラ・デル・フエゴ州

## 行政区分
四つの県から構成される。
| 県                                                | 都市               | 面積 (km2) | 人口 (人) (2002年) | 人口 (人) (2012年) |
| ------------------------------------------------- | ------------------ | ---------- | ------------------ | ------------------ |
| アンタルティカ・チレーナ県 (スペイン語版、英語版) | Cabo de Hornos     | 15,854     | 2,262              | 1,677              |
| アンタルティカ・チレーナ県 (スペイン語版、英語版) | Antártica          | 1,250,000  | 130                | 115                |
| マガジャネス県 (スペイン語版、英語版)             | San Gregorio       | 6,884      | 1,158              | 384                |
| マガジャネス県 (スペイン語版、英語版)             | Río Verde          | 9,975      | 358                | 153                |
| マガジャネス県 (スペイン語版、英語版)             | プンタ・アレーナス | 17,846     | 119,496            | 127,454            |
| マガジャネス県 (スペイン語版、英語版)             | Laguna Blanca      | 3,696      | 663                | 208                |
| ティエラ・デル・フエゴ県 (スペイン語版、英語版)   | Timaukel           | 10,996     | 423                | 204                |
| ティエラ・デル・フエゴ県 (スペイン語版、英語版)   | Primavera          | 4,614      | 1,016              | 545                |
| ティエラ・デル・フエゴ県 (スペイン語版、英語版)   | Porvenir           | 6,983      | 5,465              | 5,907              |
| ウルティマ・エスペランサ県 (スペイン語版、英語版) | Torres del Paine   | 6,470      | 739                | 180                |
| ウルティマ・エスペランサ県 (スペイン語版、英語版) | Natales            | 48,974     | 19,116             | 18,505             |

## 脚註
1. 1 2  INSTITUTO NACIONAL DE ESTADÍSTICAS - CENSO 2017 - Regiones, Provincias y Comunas 2024年5月22日閲覧。 （スペイン語）
2. ↑  “National Statistics Institute” (スペイン語). 2010年12月30日閲覧。
3. ↑  “Territorial division of Chile” (PDF). 2010年12月30日閲覧。